# Universidade de Verona
A Universidade de Verona (em italiano, Università degli Studi di Verona) é uma instituição de ensino superior localizada na cidade de Verona, na Itália, fundada em 1982.

## Ligação externa
- Página oficial